# Tobias Mayer
Tobias Mayer, nemški astronom, matematik, kartograf in fizik, * 17. februar 1723, Marbach na Neckarju, pri Stuttgartu, Württemberg, Nemčija, † 20. februar 1762, Göttingen, Nemčija.

## Življenje in delo
Mayer je leta 1746 začel delati za Hormannov kartografski urad v Nürnbergu. Tukaj je izdelal okoli 30 zemljevidov Nemčije. Odkril je libracijo Lune. Kasneje je bil od leta 1751 univerzitetni profesor ekonomije in matematike na Akademiji Georga Augusta in predstojnik observatorija v Göttingenu. Raziskoval je odklon svetlobe, po Eulerjevih izračunih je leta 1753 izdal Lunine tabele, ki so se uporabljale v navigaciji za določevanje zemljepisne dolžine. Bile so natančne do 1". Izdelal je karto Lunine površine in zaključil, da je Luna brez ozračja.
Leta 1755 je poslal svoje Lunine tabele britanski vladi. Svoj postopek za določevanje zemljepisne dolžine na morju je objavil leta 1760 v delu Novae tabulae mottum Solis et Lunae. Maskelyne je preskusil njegov postopek in Harrisonov kronometer H4 za določevanje zemljepisne dolžine na morju in ugotovil, da daje Harrisonov kronometer boljše rezultate. Večji del polovice nagrade 20.000 funtov, ki jo je razpisala britanska vlada, je dobila njegova vdova, manjši delež Euler, drugo polovico pa Harrison. Mayerjev postopek za določevanje zemljepisne dolžine z Luninimi razdaljami in enačbo za popravek napak zemljepisne dolžine zaradi refrakcije v ozračju so objavili po njegovi smrti leta 1770.
Mayer je razdelal enostaven postopek za izračun Sončevih mrkov, sestavil katalog zodiakalnih zvezd in raziskoval lastno gibanje zvezd.

## Priznanja

### Poimenovanja
Po njem se imenuje udarni krater T. Mayer na Luni.